# Udema's molen
Udema's molen is een koren- en pelmolen in het gehucht Ganzedijk, dat iets ten noordoosten van Finsterwolde in de provincie Groningen ligt.
De molen werd in 1868 gebouwd, nadat op dezelfde plek tot 1854 ook een molen gestaan had. De molen werd in 1961 eigendom van de toenmalige gemeente Finsterwolde. Na enkele restauraties is de molen thans op vrijwillige basis in gebruik, ook voor het opleiden van nieuwe vrijwillige molenaars. De molen was vroeger uitgerust met zelfzwichting, de roeden van 19,50 meter zijn thans Oudhollands opgehekt, waarvan een roede in combinatie met het fokwieksysteem. De molen is eigendom van de gemeente Oldambt. De molen werd wel De Hoop genoemd, maar dit was niet origineel en was door de vereniging De Hollandsche Molen ingevoerd. Voorheen werd de naam van de eigenaar gebruikt. Vanaf 24 november 2013 heeft de molen de naam van de voormalige eigenaar ook officieel gekregen: Udema's molen.

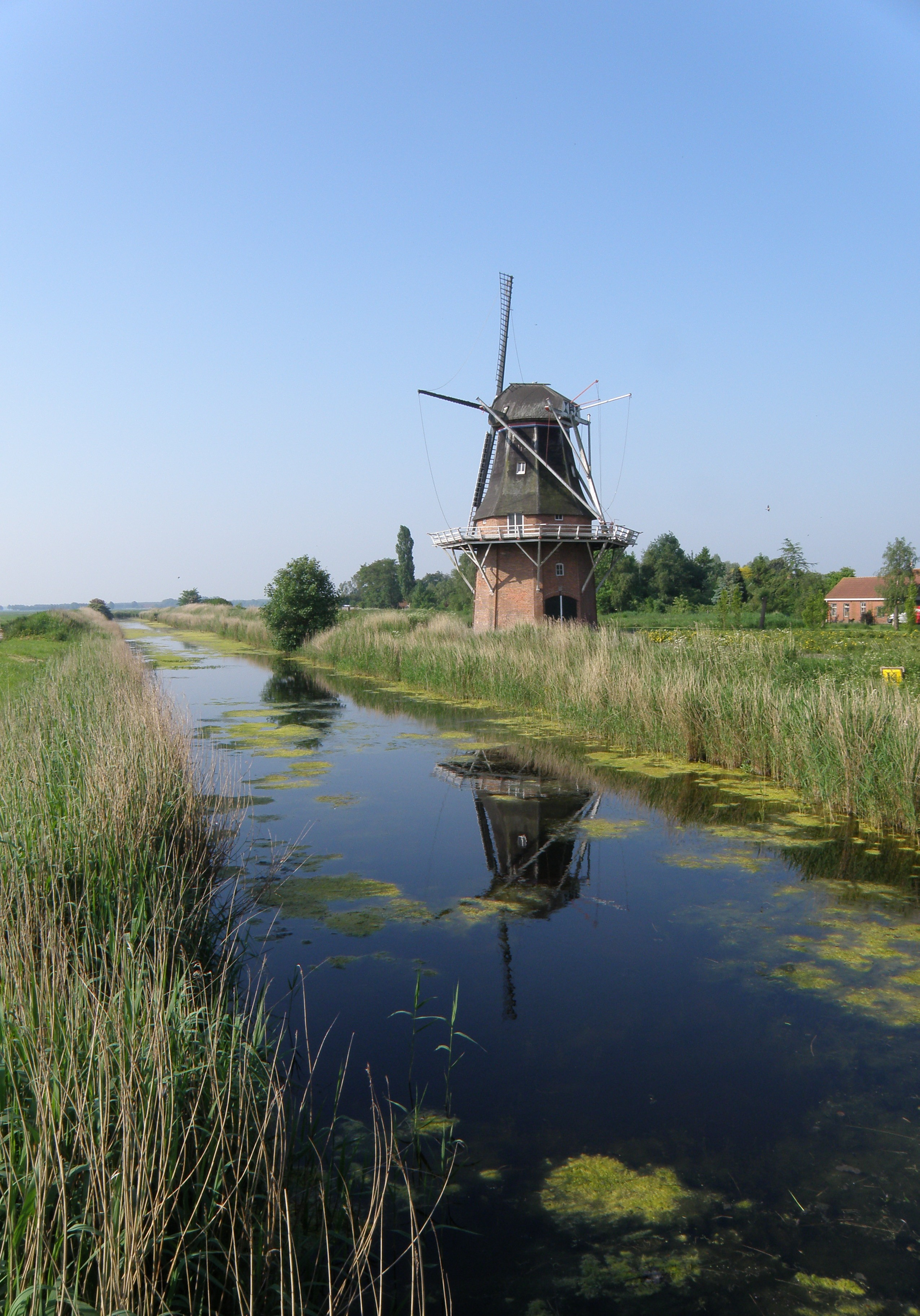
Udema's molen gezien over het Beerster Zijldiep